# فروم ۶۶
فروم ۶۶ (انگلیسی: Forum 66) ساختمان اداری ۶۸ طبقه مستقر در شهر شنیانگ، لیائونینگ، چین است، که در سال ۲۰۱۵ احداث گردید.